# Péré (Charente-Maritime)
Péré – miejscowość i gmina we Francji, w regionie Nowa Akwitania, w departamencie Charente-Maritime.
Według danych na rok 1990 gminę zamieszkiwało 331 osób, a gęstość zaludnienia wynosiła 39 osób/km² (wśród 1467 gmin regionu Poitou-Charentes Péré plasuje się na 687. miejscu pod względem liczby ludności, natomiast pod względem powierzchni na miejscu 916.).